# ドラゴンクエスト モンスターバトルロードビクトリー
『ドラゴンクエスト モンスターバトルロードビクトリー』は、スクウェア・エニックスから2010年7月15日に発売されたWii専用ゲームソフト。

## 概要
『ドラゴンクエストソード 仮面の女王と鏡の塔』から3年ぶりにWiiで発売された、Wiiにおけるドラゴンクエストシリーズ第2弾。PS2及び3DSソフトにおける『ドラゴンクエストVIII 空と海と大地と呪われし姫君』派生作品にあたる。
アーケードゲーム『ドラゴンクエスト モンスターバトルロードIIレジェンド』の移植作で、アバターを作って「竜神町」という架空の町で対戦する「大会モード」を追加している。なお、アーケード版は2010年8月をもって稼働を終了したため、そちらを補完する形にもなっている。
1台のWiiで4人まで対戦できる他、ニンテンドーWi-Fiコネクションを使って全国のプレイヤーと対戦できる。また、Wi-Fiコネクション有料サービスにも対応しており、ニンテンドーポイントを支払いに利用して追加コンテンツを購入できる。
スクウェア・エニックスがアーケードから家庭用に移植を行うのはPlayStation用ソフト『エアガイツ』（旧スクウェア）から約12年ぶりのこととなる。
初週販売本数は13万5783本、累計出荷本数は約31万本。

## コントローラー
Wiiリモコンを使って操作することができ、アーケードにおける赤・青ボタンをA・Bボタンで、剣のスロットルをひねる動作はWiiリモコンを振る動作で再現されている。「つばぜりあい」はWiiリモコンの1ボタンで発動し、Wiiリモコンを振り続けることで対決する。大会モードのプレイヤー移動はヌンチャクで行える。もしくは、クラシックコントローラーで一括して操作することも可能である。
また株式会社ホリよりソフトと同時発売した『ドラゴンクエスト　モンスターバトルロードコントローラ』はボタン・剣ともにアーケード版の筐体に忠実なデザインとなっており、これを接続することでアーケード版の操作そのものを再現することができる。なお、このコントローラーにはクラシックコントローラーのボタン・十字キー・スティックも搭載されており、互換性がある。
スペシャルカードについては、+ボタンを押すと所持している全てのスペシャルカードの中から選択することができる。また、あらかじめ十字キーの上下左右に「ダイレクトSP」として使用するカードを登録しておくことで、コマンド時間を消費することなくSPカードを使用できる。

## カードのスキャン
本作では以下のツールを用いることで、アーケード版のカードをそのまま使用することができる。
ニンテンドーDSiウェア『ドラゴンクエスト モンスターバトルロードビクトリー 専用カラーコードスキャナー』
ニンテンドーDSi（あるいはニンテンドーDSi LL）のカメラでカード裏面のカラーコードをスキャンし、そのまま無線通信で『ビクトリー』へ転送することで、そのカードが使用可能になる。2回目以降使用できるのは、最初の転送元となったDSi本体のみである。なお、ニンテンドー3DSでは使用できない。
携帯アプリ『ドラゴンクエスト モンスターバトルロードビクトリー 専用カラーコードスキャナー for MOBILE』
携帯電話のカメラでカラーコードをスキャンすると、パスワードが発行され、それを『ビクトリー』側で入力すると、そのカードが使用可能になる。パスワードには有効期限が設定されている。
基本的にほとんどのカードがスキャン可能だが、キャンペーン等で配布された、背景・BGMを変更するカードはスキャンできない。また、『バトルロードI』において登場したロトSPカード及びモリーセレクションのスペシャルカードは、カラーコードが通常のスペシャルカードと共通であるため、ゲーム内でのみ入手可能となる。

## アーケード版との相違点
バトル内容はアーケード版『バトルロードシリーズ』を忠実に再現しているが、一部異なる要素が存在する。
- コマンド入力時間が長く設定されている。
- 取得できる経験値が全体的に増加。
- カード取得はバトル終了後になった。また、大魔王を倒すと特定のスペシャルカードが、途中敗北した場合はモンスターカードがもらえるように固定されている。
- 技のエフェクトが多少異なる[注 7]。
- スペシャルカードやとどめの一撃で登場するキャラクターが表情豊かになった。演出も一部変更されている[注 8]。
- レジェンドSPカードはカラーコード上下の概念がなくなり、上下まとめてすべての効果の中からランダムで発動するようになった[注 9]。マスターダブルスキャンにおいては、上のカラーコードの効果のみが得られるようになった。
- 決勝戦勝利後そのままゲームが終了することがなくなり、必ず魔王または魔王クラスが出現するようになった。
- 魔王・大魔王は初期の状態では竜王のみが出現、大会モードにおける大会に優勝する度に、後作の魔王・大魔王が解禁されていく[注 10]。
- アーケードモードではライバルが乱入することがなくなった[注 11]。
- ダーマの神殿チャレンジバトルは、条件を満たした後大会モードの闘道館で選択し、即座に挑戦できるようになった。
- 装備している「おしゃれ着」によってチームの能力が一部変化する[注 12]。
- 商人の経験値は、大会モードにおける「トルネコの噴水」にゴールドを投げ入れ続け「伝説の商人」のカードを取得した後、さらにゴールドを投げ入れることによって獲得する[注 13]。
- レジェンドモードは有料の追加コンテンツになった。
- 真・竜王の体色がアーケード版は紫色だったがビクトリーでは赤色に変わっている。

## 大会モード
バトルロードの大会を勝ち進んでいくモード。コロシアムでは毎日、職業別に分けられた大会が開催されている。基本職で参加する「フレッシュマン大会」と、上級職で参加する「マスタークラス大会」が存在する。
舞台となる「竜神町」は、建物の看板などに日本語の表記が見られたり、登場人物の名前が日本風であるなど、中世ヨーロッパをイメージしたドラゴンクエスト本編とは異なる、近未来的な雰囲気の世界となっている。

### 登場キャラクター
竜神町で主人公とバトルを繰り広げるライバルキャラクター及び主人公を支援してくれる人物。
モリー
声 - 中田譲治
バトルロードの主催者。元は『ドラゴンクエストVIII 空と海と大地と呪われし姫君』に登場したキャラ。
マイクマン
声 - バッキー木場
バトルロードの実況・進行役。モリー同様、『VIII』に登場したキャラ。
リュータ
竜神町でトップの実力を誇る少年。武闘家・バトルマスターで戦う。主人公を強くライバル視している。既に王者決定戦への出場を決めている。シショーの息子。
ダイキ
バトルロード少年団を率いるパワー重視の少年。戦士・バトルマスターで戦う。
ヒナ
スライムが大好きな少女。スライムを模した髪留めをしており、使うチームもスライム系を中心とした魔物使い・モンスターマスターである。
タクミ
典型的なお坊ちゃまで、父親から買ってもらったカードを使用。僧侶・賢者で戦う。
ブーヤン
悪魔系モンスターを使用する大柄な少年。ヒナと同じく魔物使い・モンスターマスターで戦う。
ツバサ
頭脳明晰で、知略重視の少年。魔法使い・賢者で戦う。
シショー
竜神町の施設「闘道館」にて、バトルロードの基礎を教えてくれる。リュータの父親。
シオン
コスチュームの店を営業している女性。
モリタさん
「カードショップもりた」を営業している男性。髭を濃くしサングラスをかけたモリーのような外見であり、町の人も「どこかで見たことがある」という趣旨の発言をしている。
アカネ
ゲームセンターで、勝ち抜きバトルの案内をしている女性。現実のアーケード版におけるイベントで登場したキャラの一人。
コーチョー
竜神小学校の校長。バトルロードや竜神町に関するクイズを出題してくる。
ルイーダ
『ドラゴンクエストIX 星空の守り人』から登場。「Cafe&Bar」なる店を経営しており、屋外席に面したカウンター越しに話ができる。コーチョーのクイズのヒントを教えてくれることも。
勇者カイト
バトルロードの公式サポーター。現実のアーケード版におけるイベントで登場したキャラの一人。
魔剣士ピサロ
ゲームの中から突如出現した魔剣士。王者決定戦に乱入し、主人公に戦いを挑む。元々は『ドラゴンクエストIV 導かれし者たち』に登場した人物である。
クイーンピサロ
勇者カイトをライバル視する魔界の剣士。現実のアーケード版におけるイベントで登場したキャラの一人。
魔神ダークドレアム
『破壊と殺戮の神』の異名を持つ伝説の大悪魔。条件を満たすと登場し、世界の存亡を賭けて主人公に戦いを挑む。元々は『ドラゴンクエストVI 幻の大地』のボスキャラクターである。
ロクサーヌ
ルイーダ同様、『IX』から登場。原作と同様、Wi-Fiショッピングチャンネルを担当している。

### 施設
自分の家
主人公の自宅。おしゃれ着を着替えたり、SPカード、とどめの一撃発動時などのムービーを見られる。
カードショップもりた
モリタさんが経営しているカードショップ。ゴールドまたはちいさなメダルでカードを購入できる。また、店の外の脇には1回100ゴールドで1枚カードを買えるマシンが設置されている。
コスチュームの店
おしゃれ着を売っている店。
ゲームセンター
様々な相手と連戦できる場所。勝ち抜いた数が多いほど多くのカードやゴールドが得られるが、負けると何ももらえない。途中でチームの変更はできない。
闘道館
シショーが運営する道場。バトルロードのチュートリアルを受けられるほか、条件を満たすと上級職になるための戦いに挑める。
コロシアムセンター
バトルロードの大会が開催されている場所。ここで様々な大会に勝ち抜き、最終的に王者決定戦に挑むのが大会モードの目的。

## 「ビクトリー」追加モンスター
今までに登場したものはこちらの項目を参照。

### レジェンドクエスト1
悪魔の騎士
漆黒の鎧に身を包みオノを手に戦う魔族の騎士。伝説の鎧が勇者に渡さないよう監視しているという。
キラーリカント
するどいツメを振り回すリカント族最強のアサシン。テンションをあげて攻撃してくる。
影の騎士
暗黒と呪いのチカラに守られたゾンビ系モンスター。暗闇にまぎれて忍び寄り背後から敵を斬りつける。

### レジェンドクエスト2
アトラス
邪神官によって魔界から呼び寄せられた悪魔モンスター。おそるべき巨体と怪力ですべてを破壊するという。
バズズ
邪神官によって魔界から呼び寄せられた悪魔モンスター。おたけびは炎をまとい人々に災いをもたらす。
ベリアル
邪神官によって魔界から呼び寄せられた悪魔モンスター。溢れる魔力を呪文に載せて爆発呪文で攻撃してくる。

### レジェンドクエスト3
ミイラおとこ
地下に葬られた人間のなきがらに闇のチカラが宿ったゾンビモンスター。仲間を増やそうと人々を襲う。
トロルキング
圧倒的なチカラでトロル族を支配する王様モンスター。ノロマで頭は悪いが攻撃力は半端なものではない。
だいまじん
とてつもない硬度を持った岩から作り出されたモンスター。その身体には中途半端な攻撃ではキズひとつつけられない。

### レジェンドクエスト4
キングレオ
百獣の王にしてキングレオ王になりすました極悪モンスター。無数の腕から繰り出す攻撃はすべての者をなぎ倒す。
ヘルバトラー
大きなツノを生やし呪文も使いこなす魔族の魔法戦士。気性が荒く暴れ出すと誰にも止められないという。
エビルプリースト
魔界に棲み人間をさらっていく邪悪な僧侶モンスター。頭がとてもよく悪だくみにかけては右にでる者がいない。

### レジェンドクエスト5
ジャミ
魔界の王ミルドラースに仕える馬の姿をした悪魔モンスター。手足の蹄から繰り出す一撃は岩をも打ち砕くといわれている。
ゴンズ
魔界の王ミルドラースに仕える半牛半人の悪魔モンスター。手にした剣を振り回し敵味方おかまいなしに斬りまくる。
ゲレゲレ
伝説の魔物使いと共に旅をすることになったキラーパンサー。主人のピンチには猛然と戦う心やさしいモンスター。

### レジェンドクエスト6
悪魔のかがみ
月鏡の塔に置かれた鏡が悪魔によって動き出した。鏡に映るものを真似する能力があり、あなどれない。
魔王の使い
4つの腕を持ち魔王につき従う魔界のエリートモンスター。無数の武器を振り回し魔王の敵を打ち倒すという。
ドランゴ
強い者に憧れて戦うことを生きがいとするバトルレックス。熟練剣士に負けないほどのオノの使い手。

### レジェンドクエスト7
ゴールデンスライム
優雅なほほえみで旅人を待ち受ける黄金色のモンスター。プラチナキングの仲間ともいわれ、すべての呪文を受けつけない。
オーガキング
邪悪なチカラによって狂暴化してしまったオーガ族の王様。巨大な盾を操って攻守に優れた戦士モンスター。
まかいじゅう
魔界に棲み暗黒のチカラをまとう獣型のモンスター。出会った旅人は凶悪な見た目だけで失神してしまう。

### レジェンドクエスト8
じごくのよろい
さまようよろいに暗黒のチカラが入りこみさらに凶悪になったゾンビ系モンスター。電撃の攻撃で相手をしびれさせる。
ゲモン
暗黒神ラプソーンに仕える魔界の鳥型モンスター。漆黒の身体を持ちするどいツメで相手を引き裂こうとする。
やみのしさい
ふしぎな顔をした魔界の司祭といわれるモンスター。かしこさが高く呪文の攻撃はとても強力なのだ。

### レジェンドクエスト9
アイスビックル
氷の攻撃をよせつけない 長くするどいツメを持つ怪人モンスター。手にしたツメで切られた者は氷に閉ざされるという。
ゴールドタヌ
たぬき忍法を極めた黄金オーラの最強たぬきモンスター。滅多に出会えないうえにどろんぱっぱと姿を消すらしい。
ゴールデントーテム
カネのチカラで結ばれたとてもセレブなスライムたち。運良く出会えたときには、なんとしてでも倒すのだ！

## 『ビクトリー』追加キャラクター
アーケード版にも登場したキャラクターはこちらを参照。以下、アーケード版に登場しない本作初登場のキャラを挙げる。ガーディスは大魔王（レジェンド大魔王カード）として、その他のキャラはスペシャルカードとしての登場。

### 『ドラゴンクエスト（剣神ドラゴンクエスト 甦りし伝説の剣）』より
王女ローラ
『ドラゴンクエスト』に登場するラダトームの王女。竜王によって連れ去られ沼地の洞窟に監禁されたが、その後ロトの血を引く者によって救出され、本作のスペシャルカードでもある「王女の愛」という名のペンダントを託す。本作での姿はロトの血を引く者同様『剣神ドラゴンクエスト 甦りし伝説の剣』に準じたものである。とどめの一撃はロトの血を引く者と力を合わせて発動する「奥義ダブルインパクト」（元々は『剣神』の技）。この時、ロトの血を引く者が旧『I』の鎧・兜を装備する演出がある。

### 『ドラゴンクエストIV 導かれし者たち』より
勇者ソフィア
『ドラゴンクエストIV』の女性主人公。山奥の名もなき村で育てられていたが、「運命の日」が訪れ、過酷な運命に耐えながら「導かれし者たち」を探しデスピサロを倒す旅を続ける。とどめの一撃はソロと同じく「ミナデイン」。

### 『ドラゴンクエストV 天空の花嫁』より
召使いサンチョ
『ドラゴンクエストV』に登場するグランバニア城の召使い。パパス親子と共にサンタローズの民家に移り住み、パパスに仕えると共に、後に伝説の魔物使いとなる幼い王子の面倒を見続けてきたが、ラインハットがサンタローズを侵略したためグランバニアへの帰還を余儀なくされる。その後、たくましく成長し結婚もした伝説の魔物使いと再会し、喜びをあらわにした。王となった伝説の魔物使いが石像に変えられてから8年、王子・王女（バトルロードの主人公・男の子と女の子に該当）と共にその石像を発見、ストロスの杖の力で石化を解き、旅の仲間として同行することになった。
とどめの一撃は、パパスのカードを使用した時と同じ「ホーリーエッジ」。

### 『ドラゴンクエストVII エデンの戦士たち』より
英雄メルビン
『ドラゴンクエストVII』に登場する伝説の英雄。かつて神と共に天魔王オルゴ・デミーラと戦ったが、敗北を悟った神によってホットストーンと呼ばれる石に封印されていた。少年アルス達によって現代に復活し、再びオルゴ・デミーラに戦いを挑む。
とどめの一撃は、羊たちと共に突撃する「どとうのひつじ」。
なお、カードに記載されている出身地が「ホットストーン」になっている。

### 『ドラゴンクエストIX 星空の守り人』より
宿王リッカ
『ドラゴンクエストIX 星空の守り人』に登場するウォルロ村の宿屋の娘で、かつて『伝説の宿王』と讃えられたリベルトを父に持つ。リベルトの旧友・ルイーダの懇願を受け、経営が悪化していたセントシュタインの宿屋の再建に尽力。後に守り人ナインを初めとする仲間たちの助力により、新たな宿王として認められる。
とどめの一撃は、キメラの翼を使い宿屋で敵を押しつぶす「宿王誕生」。

### 漫画版『ドラゴンクエスト モンスターバトルロードビクトリー』より
冥府の帝王 ガーディス
太古の昔、魔界を滅亡寸前にまで追い込んだ恐るべき帝王で、大魔王たちによって冥府の奥底に封印されていた。外見は屍体の如き青黒い身体で、背中や腕に鋭い鉤爪を生やし、無数の髑髏が埋め込まれた巨大な錫杖を携えている。本作では有料配信のレジェンド大魔王カードでのみ対戦することが可能。常、大魔王カードを使用した場合の戦闘は大魔王→真魔王の流れで進行するが、ガーディスの場合は1戦は全ての魔王の中からランダムで1体が選ばれ、それを倒すとガーディスとの戦闘になる。そのためガーディスに真大魔王の形態は存在しない。とどめの一撃は亡者たちの怨念を呼び出し、巨大な髑髏を放つ「冥府の叫び」。なお、戦闘時の背景は『冥府の奥底』とされており、戦闘BGMはエスターク戦と同じ『邪悪なるもの』が流れる。
デザインはかねこ統。

## 音楽
アーケード版でも使用された楽曲はこちらを参照。通常バトルではアーケード版と同じBGMが、一部を除きランダムに流れる。
ドラゴンクエストシリーズ共通楽曲
当たり（ファンファーレ小）
Wi-Fi有料コンテンツのダウンロード完了時に流れる。
大当たり（ファンファーレ大）
代表勇者決定戦、王者決定戦に優勝した時の表彰式で流れる。

ドラゴンクエスト
広野を行く
レジェンドクエストIのフィールド画面とレジェンドクエストIIIのアレフガルドのフィールド画面で使用されている。

ドラゴンクエストII 悪霊の神々
果てしなき世界
レジェンドクエストIIのフィールド画面で使用されている。
　この道わが旅
王者決定戦でデスピサロを倒したときに流れる。

ドラゴンクエストIV 導かれし者たち
コロシアム
コロシアム内で使用されている。

ドラゴンクエストVII エデンの戦士たち
足取りも軽やかに
代表勇者決定戦のバトル前の会話及び、レジェンドクエストVIIのフィールド画面で使用されている。

ドラゴンクエストVIII 空と海と大地と呪われし姫君
広い世界へ
レジェンドクエストVIIIのフィールド画面で使用されている。

ドラゴンクエストIX 星空の守り人
来たれわが街へ
昼間の竜神町で使用されている。
夢見るわが街
夕方と夜の竜神町で使用されている。
酒場のポルカ
竜神町の施設や、Wi-Fiショッピングで使用されている。
野を越え山を越え
レジェンドクエストIXのフィールド画面で使用されている。

## 伝説に挑戦する（レジェンドモード）
2010年8月20日から、Wi-Fi有料コンテンツとして配信開始。原作を再現したフィールドを回り、アーケード版と同じようにバトルを行っていく。章構成は8章固定だったアーケード版に対し、7章構成や9章構成などレジェンドクエストによって異なる数になった。
アーケード版と同じくスキャンするチームは自由だが、スペシャルカードはその作品のキャラクターが描かれているカードしか使用できない。また、アーケード版同様敵専用のモンスターや、同じモンスター複数体で構成された敵チームが存在する。その他、通常のカード1枚分のモンスターが合体モンスター扱いとして1体で登場することもある。バトル開始時、敵チームの情報は表示されなくなった。
クリアした際にランク付けがされるのは同じで、各章毎の得点はまちまちである（5点単位でないことも多い）。またランクに関わらずクリアした称号と、高ランクでクリアした称号の2種類が手に入り、さらに今作オリジナルのカードが、ランクに応じた枚数分手に入る。「レジェンド6体合体」や「魔王戦からはじめる」モードは存在しない。

### レジェンドモード登場のタイトル
斜体は本作で追加されたモンスター。

#### レジェンドクエストI
- 8月20日〜
- シリーズ第1作目となるドラゴンクエストのストーリーを再現。ロトの血を引く者の立場になって物語を進めていき、竜王を倒すことが目的となる。
- フィールドBGM：荒野を行く
- 使用できるスペシャルカード：秘剣ドラゴン斬り（ロトの血を引く者）、ロトの紋章、王女の愛、ロトの血を引く者

##### クエスト
第一章 旅立ち（ラダトーム城〜ロトの洞窟手前）
出現するモンスター：スライム、スライムベス、メーダ
第二章 竜の棲む洞窟（ロトの洞窟〜沼地の洞窟）
出現するモンスター：ドラゴン
第三章 メルキドの守護者（ラダトーム城〜メルキド）
出現するモンスター：ゴーレム
第四章 滅びの街（メルキド〜ドムドーラ）
出現するモンスター：悪魔の騎士
第五章 虹のかけ橋（聖なるほこら〜魔の島入り口）
出現するモンスター：スターキメラ、キラーリカント、影の騎士
第六章 闇へのいざない（魔の島入り口〜竜王の城）
出現するモンスター：竜王人間体（悪の化身 竜王）、キースドラゴン、ダースドラゴン
第七章 最後の戦い（竜王の城）
出現するモンスター：竜王（闇の覇者 竜王）

#### レジェンドクエストII
- 8月20日〜
- シリーズ第2作目となるドラゴンクエストII 悪霊の神々のストーリーを再現。ローレシアの王子の立場になって物語を進めていき、邪神官ハーゴンと破壊神シドーを倒すことが目的となる。
- フィールドBGM：果てしなき世界
- 使用できるスペシャルカード：いなずまの剣、ルビスの守り、はやぶさの剣、風のマント、みずのはごろも、ラーのかがみ、まりょくかくせい、悪霊の神々

##### クエスト
第一章 出会い（ローレシア〜勇者の泉の洞窟）
出現するモンスター：バブルスライム、ドラキー、タホドラキー
第二章 集結（リリザ〜ムーンブルク）
出現するモンスター：くさった死体、リビングデッド、ポイズンゾンビ
第三章 ドラゴンの角（風の塔〜ドラゴンの角）
出現するモンスター：どろにんぎょう、メタルスライム、きとうし
第四章 大海原へ（ドラゴンの角〜ルプガナ）
出現するモンスター：グレムリン×3
第五章 邪神の像（ベルポイ〜海底洞窟）
出現するモンスター：メタルハンター、マミー、ようじゅつし
第六章 ロンダルキアの洞窟（ベラヌール〜ロンダルキア洞窟）
出現するモンスター：あくましんかん、ハーゴンの騎士、バーサーカー
第七章 ロンダルキアの悪魔たち（ロンダルキアのほこら〜ハーゴンの神殿）
出現するモンスター：アークデーモン、アトラス、シルバーデビル
第八章 邪神官の儀式（ハーゴンの神殿）
出現するモンスター：ハーゴン（邪神官 ハーゴン）、バズズ、ベリアル
第九章 悪霊の神々（ハーゴンの神殿）
出現するモンスター：シドー（破壊神 シドー）

#### レジェンドクエストIII
- 9月21日〜
- シリーズ第3作目となるドラゴンクエストIII そして伝説へ…のストーリーを再現。伝説の勇者の立場になって物語を進めていき、魔王バラモス、そして真の黒幕である大魔王ゾーマを倒すことが目的となる。
- フィールドBGM：冒険の旅（上の世界、第一〜五章）、広野を行く[注 15]（アレフガルド、第六〜九章）
- 使用できるスペシャルカード：ギガデイン、光の玉、そして伝説へ…

##### クエスト
第一章 すべてのはじまり（アリアハン〜レーベ）
出現するモンスター：アルミラージ、キャタピラー、さまようよろい
第二章 盗賊の隠れ家（ロマリア〜シャンパーニの塔）
出現するモンスター：カンダタ、カンダタこぶん×2
第三章 砂漠の女王（アッサラーム〜ピラミッド）
出現するモンスター：ミイラおとこ、ひとくいばこ、マミー
第四章 東方の国（ランシール〜ジパング）
出現するモンスター：やまたのおろち
第五章 魔王の居城（レイアムランド〜バラモス城）
出現するモンスター：バラモス（魔王 バラモス）
第六章 闇の世界（聖なるほこら〜魔の島入り口）
出現するモンスター：トロルキング、だいまじん、ドラゴン
第七章 遺志を継ぐ者（魔の島入り口〜ゾーマの城）
出現するモンスター：キングヒドラ
第八章 邪悪な波動（ゾーマの城）
出現するモンスター：バラモスブロス、バラモスゾンビ、ドラゴン
第九章 そして伝説へ（ゾーマの城）
出現するモンスター：ゾーマ（大魔王 ゾーマ）

#### レジェンドクエストIV
- 9月21日〜
- シリーズ第4作目となるドラゴンクエストIV 導かれし者たちのストーリーを再現。勇者ソロの立場になって物語を進めていき、地獄の帝王エスタークを封印し、魔族の王デスピサロを倒すことが目的となる。
- フィールドBGM：馬車のマーチ（地上世界、第一〜四章）、立ちはだかる難敵（地下世界、第五〜八章）
- 使用できるスペシャルカード：ギガソード、マホステ、仁王立ち、ほしふるうでわ（アリーナ）、キラーピアス、賢者の石、メダパニーマ、正義のソロバン、ゆうわくの踊り、ドラゴラム、銀のタロット、進化の秘法、いてつくはどう、フォース、導かれし者たち

##### クエスト
第一章 導かれし者たち（ミントス〜キングレオ）
出現するモンスター：キングレオ
第二章 天空の装備を求めて（コナンベリー〜ロザリーヒル）
出現するモンスター：ピサロナイト、ドラゴンライダー、てっきゅうまじん
第三章 脅威（デスパレス〜アッテムト鉱山）
出現するモンスター：ライノスキング、アンクルホーン×2
第四章 帝王の目覚め（エスターク神殿）
出現するモンスター：エスターク（地獄の帝王 エスターク）
第五章 デスキャッスル（希望のほこら〜南西の結界）
出現するモンスター：ギガデーモン
第六章 結界のほこら（南西の結界〜北東の結界）
出現するモンスター：エビルプリースト、スモールグール、ヘルバトラー
第七章 魔族の王（北東の結界〜デスマウンテン）
出現するモンスター：ピサロ（魔剣士 ピサロ）
第八章 進化の秘法（デスマウンテン）
出現するモンスター：デスピサロ（魔族の王 デスピサロ）

#### レジェンドクエストV
- 10月21日〜
- シリーズ第5作目となるドラゴンクエストV 天空の花嫁のストーリーを再現。伝説の魔物使いの立場になって物語を進めていき、魔界の王ミルドラースを倒し、さらに復活した地獄の帝王エスタークも倒すことが目的となる。
- フィールドBGM：地平の彼方へ、魔物出現（魔界、第7〜9章）
- 使用できるスペシャルカード：炎のリング、水のリング、フラワーパラソル、戦いのドラム、ドラゴンオーブ、王者のマント、おうえん、天空の花嫁

##### クエスト
第一章 父の背中（サンタローズ〜レヌール城）
出現するモンスター：おばけキャンドル、メラリザード、いっかくウサギ
第二章 妖精の世界（妖精の村〜氷の館）
出現するモンスター：ザイル、ゆきのじょおう、ドラキーマ
第三章 悲劇（ラインハット〜古代の遺跡）
出現するモンスター：ゴンズ、ゲマ、ジャミ
第四章 天空の花嫁（ビスタ港〜カボチ村）
出現するモンスター：ビックアイ、ゲレゲレ、ドロヌーバ
第五章 古の悪魔（迷いの森〜サラボナ）
出現するモンスター：ブオーン
第六章 光の教団（天空城〜大神殿）
出現するモンスター：ジャミ、ラマダ、ゴンズ
第七章 邪教の使徒（ジャハンナ〜エビルマウンテン）
出現するモンスター：ゲマ（邪教の使徒 ゲマ）
第八章 魔界の王（エビルマウンテン）
出現するモンスター：ミルドラース（魔界の王 ミルドラース）
第九章 地獄の帝王（エビルマウンテン〜隠しダンジョン）
出現するモンスター：真エスターク（地獄の帝王 エスターク）

#### レジェンドクエストVI
- 10月21日〜
- シリーズ第6作目となるドラゴンクエストVI 幻の大地のストーリーを再現。勇者レックの立場になって物語を進めていき、幻魔王デスタムーアの野望を阻止し、さらに異次元より召喚された魔神ダークドレアムも倒すことが目的となる。
- フィールドBGM：さすらいのテーマ、敢然と立ち向かう（はざまの世界、第7章、8章）
- 使用できるスペシャルカード：ビッグバン、ミラクルソード、天使の眼差し、魔神のかなづち、めいそう、グリンガムのムチ、秘剣ドラゴン斬り、テンションバーン、幻の大地

##### クエスト
第一章 幻の大地（ムドーの城）
出現するモンスター：ムドー
第二章 ラーの鏡（アモール〜月鏡の塔）
出現するモンスター：しのどれい、どろにんぎょう、悪魔のかがみ
第三章 魔王城突入（ゲントの村〜ムドーの城）
出現するモンスター：デビルアーマー、ヘルビースト、レッサーデーモン
第四章 決戦！魔王ムドー（ムドーの城）
出現するモンスター：きりさきピエロ×2、ムドー（魔王 ムドー）
第五章 真実の自分（トルッカ〜ライフコッド）
出現するモンスター：ずしおうまる、てっこうまじん、まおうの使い
第六章 強さを求めて（ガンディーノ〜ヘルクラウド城）
出現するモンスター：ドランゴ、テリー、キラーマジンガ
第七章 牢獄の町（欲望の町〜牢獄の町）
出現するモンスター：ガーディアン×2、アクバー
第八章 幻魔王との戦い（嘆きの牢獄〜デスタムーアの城）
出現するモンスター：デスタムーア（幻魔王 デスタムーア）
第九章 魔神復活（ダーマ神殿〜邪神の祭壇）
出現するモンスター：真ダークドレアム（魔神 ダークドレアム）

#### レジェンドクエストVII
- 11月19日〜
- シリーズ第7作目となるドラゴンクエストVII エデンの戦士たちのストーリーを再現。少年アルスの立場になって物語を進めていき、天魔王オルゴ・デミーラを倒すことが目的となる。
- フィールドBGM：足どりも軽やかに
- 使用できるスペシャルカード：精霊の紋章、稲妻雷光斬、天使の歌、エデンの戦士たち、無心こうげき

##### クエスト
第一章 世界にひとつだけの島（フィッシュベル〜ふしぎな森）
出現するモンスター：スライム×3
第二章 悲しき死闘（ウッドパルナ〜東の塔）
出現するモンスター：ナイトリッチ、ゴーレム×2
第三章 からくり兵団来襲（フォロッド城〜からくり兵団拠点）
出現するモンスター：からくり兵×3
第四章 ダーマの復活（旅の宿〜ダーマ神殿）
出現するモンスター：スライムナイト、デビルアーマー、あくましんかん
第五章 さんぞくのカシラ（ふきだまりの町〜山賊のアジト）
出現するモンスター：さんぞくのカシラ
第六章 すべての元凶（サンゴの洞窟〜魔空間の神殿）
出現するモンスター：オルゴ・デミーラ（天魔王 オルゴ・デミーラ）
第七章 脅威ふたたび（リファ族の神殿〜聖風の谷）
出現するモンスター：ゲリュオン
第八章 四精霊（聖風の谷〜風の迷宮）
出現するモンスター：ゴールデンスライム、ネンガル、炎の精霊
第九章 最終決戦（フィッシュベル〜クリスタルパレス）
出現するモンスター：まかいじゅう、オーガキング、ヘルバトラー
第十章 天を制した魔王（ダークパレス）
出現するモンスター：オルゴ・デミーラ（魔王 オルゴ・デミーラ）
第十一章 エデンの戦士たち（ダークパレス）
出現するモンスター：オルゴ・デミーラ（天魔王 オルゴ・デミーラ）

#### レジェンドクエストVIII
- 11月19日〜
- シリーズ第8作目となるドラゴンクエストVIII 空と海と大地と呪われし姫君のストーリーを再現。勇者エイトの立場になって物語を進めていき、トロデーン城に呪いをかけた魔性の道化師ドルマゲスと暗黒神ラプソーンを倒し、さらに竜神王の試練を乗り越えることが目的となる。
- フィールドBGM：広い世界へ
- 使用できるスペシャルカード：ギガスラッシュ、スーパーハイテンション、大ぼうぎょ、ステテコダンス、マジックバリア、ぱふぱふ、みわくの眼差し、ほしふるうでわ、空と海と大地と呪われし姫君

##### クエスト
第一章 呪われた城（荒野の山小屋〜トロデーン城）
出現するモンスター：いばらドラゴン、じごくのよろい、バブルスライム
第二章 海の記憶（アスカンタ〜モグラのアジト）
出現するモンスター：ドン・モグーラ、いたずらモグラ×2
第三章 モリーの挑戦（アスカンタ〜バトルロード格闘場）
出現するモンスター：ミミック、キングミミック、おどる宝石
第四章 王家の試練（サザンビーク〜王家の山）
出現するモンスター：アルゴリザード、アルゴングレート、マッスルアニマル
第五章 追跡の果てに（海辺の教会〜闇の遺跡）
出現するモンスター：ドルマゲス
第六章 闇の道化師（闇の遺跡）
出現するモンスター：ドルマゲス（魔性の道化師 ドルマゲス）
第七章 呪われしゼシカ（ライドンの塔〜リブルアーチ）
出現するモンスター：呪われしゼシカ、シャドー×2
第八章 神鳥レティス（レティシア〜神鳥の巣）
出現するモンスター：シャドウパンサー、ゲモン、やみのしさい
第九章 闇に閉ざされた世界（法皇の館〜聖地ゴルド）
出現するモンスター：暗黒の魔人
第十章 暗黒神降臨（暗聖地ゴルド〜翼を持つ者の場所）
出現するモンスター：ラプソーン（暗黒神 ラプソーン）
第十一章 竜神族の王（ベルガラック〜竜神族の里）
出現するモンスター：竜神王

#### レジェンドクエストIX
- 12月17日〜
- シリーズ第9作目となるドラゴンクエストIX 星空の守り人のストーリーを再現。守り人ナインの立場になって物語を進めていき、諸悪の根源である暗黒皇帝ガナサダイを倒し、世界を破滅へと導かんとする堕天使エルギオスを絶望と憎悪の心から救い出すことが目的となる。
- フィールドBGM：野を越え山を越え
- 使用できるスペシャルカード：グランドネビュラ、聖なる祈り、メイクアップ、やまびこのさとり、星空の守り人

##### クエスト
第一章 守護天使（ウォルロ村〜キサゴナ峠）
出現するモンスター：モーモン×2、かまっち
第二章 黒騎士（セントシュタイン〜シュタイン湖）
出現するモンスター：黒騎士レオコーン
第三章 荒れ狂う海（ダーマ神殿〜海辺の洞窟）
出現するモンスター：ぬしさま
第四章 アノンちゃんを探せ（サンマロウ〜グビアナ城）
出現するモンスター：アノン
第五章 雪と氷河をこえて（カルバドの集落〜エルシオン学院）
出現するモンスター：キラーリカント、アイスビックル、アサシンドール
第六章 空の英雄（ナザム村〜ドミールの里）
出現するモンスター：グレイナル
第七章 帝国の復活（カデスの牢獄〜ガナン帝国城）
出現するモンスター：だいまじん、キラーマシン、影の騎士
第八章 暗黒皇帝（ガナン帝国城）
出現するモンスター：ガナサダイ
第九章 宝を求めて（エルシオン学院〜荒ぶる光の洞窟）
出現するモンスター：ゴールデンスライム、ゴールドタヌ、ゴールデントーテム
第十章 スライムの将軍（サンマロウ〜わななく夢の墓場）
出現するモンスター：スライムジェネラル
第十一章 究極のマシーン（グビアナ城〜けだかき運命のアジト）
出現するモンスター：スーパーキラーマシン
第十二章 見えざる魔神の地図（カルバドの集落〜見えざる魔神の道）
出現するモンスター：メタルキング×3
第十三章 闇の竜（神の国〜絶望と憎悪の魔宮）
出現するモンスター：バルボロス（闇竜 バルボロス）
第十四章 星空の守り人（絶望と憎悪の魔宮）
出現するモンスター：エルギオス（堕天使 エルギオス）

## 漫画版『ドラゴンクエスト モンスターバトルロードビクトリー』
作画はオオイシナホ、脚本はかねこ統が担当。『Vジャンプ』(集英社)で10年6月号~11月号で連載。
コミックスは10年11月4日に発売された。

### 登場人物
マサト
主人公。リュータに憧れてバトルロードを始めた。一人称は「オレっち」。
リュータ
マサトの親友。第一回王者決定戦の優勝者。自分が負かした相手を見下したり、純粋にバトルを楽しむマサトに不快感を覚えるなど、ゲームよりも暗く性悪に描かれている。クイーンピサロに連れ去られ、闇の力（進化の秘法）によって「ダークリュータ」にされてしまうがマサトによって倒される。倒された後は元に戻り、マサトに見下したことを謝罪した。
カードさま
マサトのパートナー。普通の人には姿が見えない。
クイーンピサロ
魔界のクイーン。永遠の美しさを手に入れるため、闇のオーブのエネルギーを貯めている。
カゲッシー、クマッシー
クイーンピサロの部下である影の騎士と悪魔の騎士。クマッシーは通常のモンスターにはできない盾ガードが可能。
冥府の帝王ガーディス
本作のラストボス。詳細は前述。大魔王達によって闇のオーブに封印されていたが、クイーンピサロが闇のオーブを壊したことによって復活した。

## 関連書籍

### 攻略本
- Vジャンプブックス ドラゴンクエスト モンスターバトルロードビクトリー Vナビゲーター（ISBN 978-4-08-779556-1）
- Vジャンプブックス ドラゴンクエスト モンスターバトルロードビクトリー ファイナルVガイド（ISBN 978-4-08-779580-6）

### コミックス
- ジャンプコミックス ドラゴンクエスト モンスターバトルロードビクトリー（ISBN 978-4-08-870141-7）